# 巻き簾

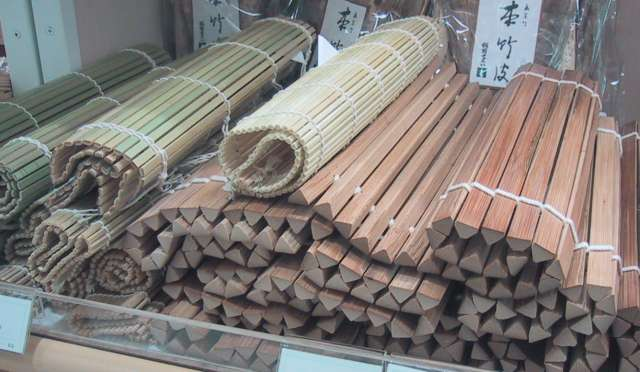
巻き簾

巻き簾（まきす、まきすだれ）は、すだれ状の日本料理の調理道具。日本発祥で発展した調理道具である。巻き簀とも書く。

## 用途
巻き寿司など海苔巻きの調理に使われることが多く、江戸前寿司に代表される早寿司の仕込み過程で、様々な素材を巻くために用いられるようになった。また卵焼きなど柔らかい食べ物を形付けるのにも使われ、「目で楽しんで食べる」と言われる日本料理の繊細な表現のためにも用いられる。
焼きあがった卵焼きの整形のほかにも、大根おろしの水切り、ボイルした野菜の水気取り、蒸籠の下敷きなどに用いる。

## 種類
海苔巻きなどに用いられるすだれは「小物すだれ」に分類される。海苔巻きに用いられる「のり巻きすだれ」や鬼すだれ（鬼簾、オニ簀）などがある。このうち海苔巻き用には細巻き用と太巻き用がある。また、鬼すだれは太めの竹を三角に加工したものを編んだもので伊達巻きに形を付けるときなどに用いられる（記事上の写真右下）。巻く際には一般的には竹の皮のほうを内側にするが、鬼すだれは形を付けるために皮でないほうを内側にして用いる。以上の竹製のもののほかにプラスチック製のものもある。